# Podlesnyj (rejon wierchniechawski)
Podlesnyj (ros. Подлесный) – osiedle w Rosji, w obwodzie woroneskim, w rejonie wierchniechawskim. W 2010 liczyło 2460 mieszkańców.